# Leah Purcell

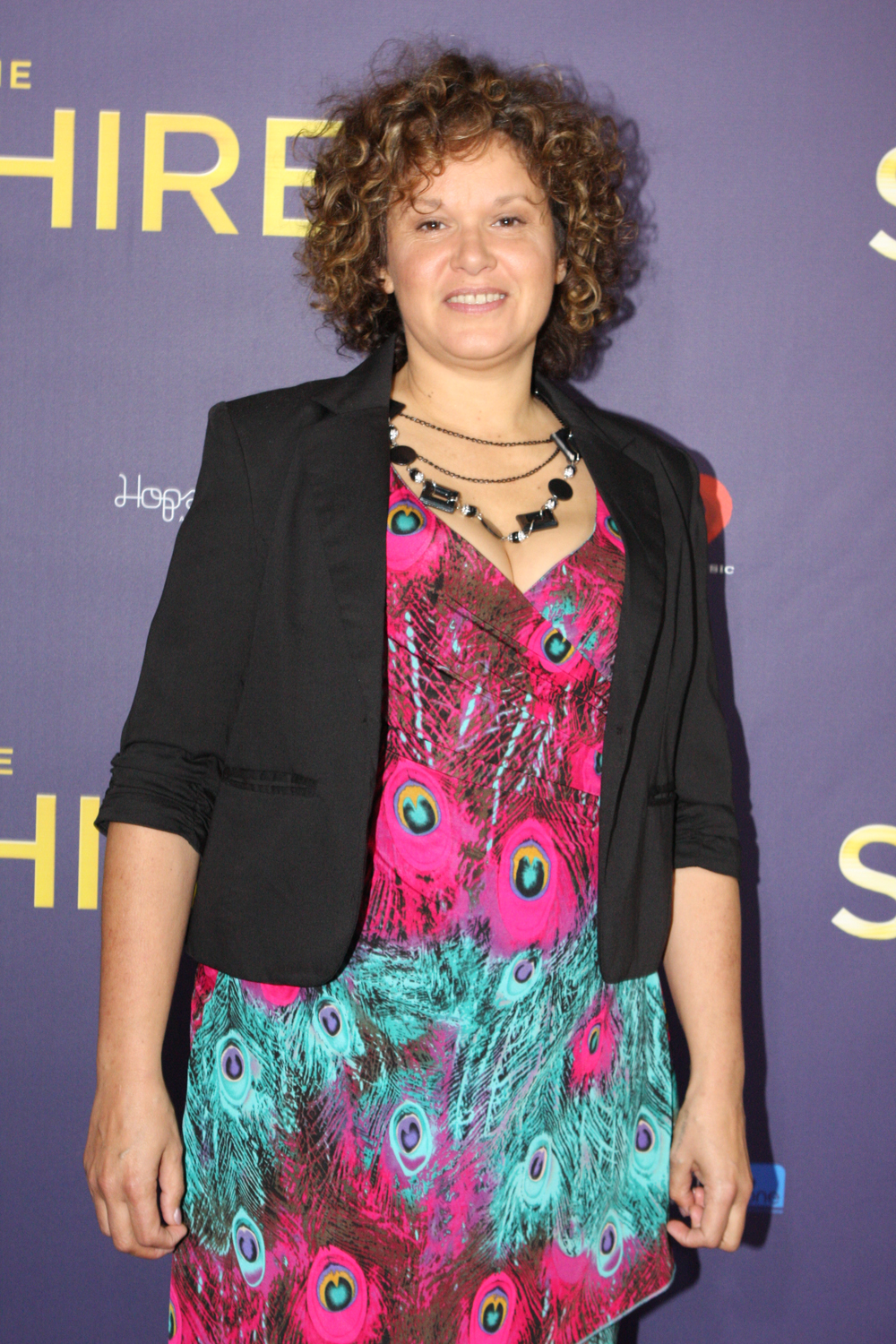
Leah Purcell bei der Premiere von The Sapphires (2012)

Leah Maree Purcell AM (* 14. August 1970 in Murgon, Queensland) ist eine australische Schauspielerin, Sängerin, Schriftstellerin und Dramatikerin.

## Leben und Leistungen
Purcell debütierte in der Fernsehserie Police Rescue – Gefährlicher Einsatz, in der sie in den Jahren 1995 und 1996 auftrat. Im Filmdrama Somewhere in the Darkness (1998) spielte sie eine der größeren Rollen. Im Filmdrama Lantana (2001) spielte sie eine Polizeiermittlerin, die gemeinsam mit ihrem Kollegen Leon Zat (Anthony LaPaglia) eine verschollene Psychotherapeutin (Barbara Hershey) sucht. Für diese Rolle erhielt sie im Jahr 2001 gemeinsam mit Barbara Hershey, Kerry Armstrong, Rachael Blake und Daniella Farinacci den australischen IF Award; im Jahr 2002 wurde sie für den Film Critics Circle of Australia Award nominiert. Ihr Auftritt im Dokumentarfilm Black Chicks Talking (2001), bei dem sie auch Regie führte, brachte ihr 2002 erneut den Inside Film Award und den Publikumspreis des Brisbane International Film Festivals. Im Filmdrama Jindabyne – Irgendwo in Australien (2006) war sie an der Seite von Laura Linney und Gabriel Byrne zu sehen.
Im Projekt Black Chicks Talking, das neben dem Dokumentarfilm auch ein Buch, ein Bühnenstück und eine Kunstausstellung umfasste, widmete sie sich zum ersten Mal dem Thema Aborigines-Frauen. Purcells hat selber Aborigines-Wurzeln mehrerer Stämme in Queensland.
Purcells Drama The Drover’s Wife (2016) wurde mit zahlreichen Preisen ausgezeichnet, darunter der Hauptpreis der New South Wales Premier’s Literary Awards 2017, der Hauptpreis der Victorian Premier’s Literary Awards 2017 sowie acht weitere Preise. 2019 publizierte sie die Geschichte als Erzählung, 2021 erschien das Stück als Film: In The Drover’s Wife – Die Legende von Molly Johnson führte Purcell Regie, spielte die Hauptrolle und schrieb das Drehbuch.

## Filmografie (Auswahl)
- 1996: Police Rescue – Gefährlicher Einsatz (Police Rescue, Fernsehserie, 20 Episoden)
- 1997: Fallen Angels (Fernsehserie, 20 Episoden)
- 1998: Somewhere in the Darkness
- 2000–2001: BeastMaster – Herr der Wildnis (BeastMaster, Fernsehserie, 5 Episoden)
- 2001: Lantana
- 2001: Black Chicks Talking
- 2003: Lennie Cahill Shoots Through
- 2004: Somersault – Wie Parfüm in der Luft (Somersault)
- 2005: The Proposition – Tödliches Angebot (The Proposition)
- 2006: Jindabyne – Irgendwo in Australien (Jindabyne)
- 2014: My Mistress
- 2018–2021: Wentworth (Fernsehserie, 37 Episoden)
- 2021: The Drover’s Wife – Die Legende von Molly Johnson (The Drover’s Wife, auch Regie und Drehbuch)
- 2022: Krystal Klairvoyant (Fernsehserie, 2 Episoden)
- 2023: Shayda
- 2023: Die verlorenen Blumen der Alice Hart (The Lost Flowers of Alice Hart, Fernsehserie, 7 Episoden)
- 2024: High Country (Fernsehserie)

## Werke
- Black Chicks Talking. Hodder Headline, Sydney 2002, ISBN 978-0-14-379147-8.
- The Drover’s Wife, the legend of Molly Johnson. Hamish Hamilton, Melbourne 2019, ISBN 978-0-14-379147-8.

## Auszeichnungen
Australian Academy of Cinema Television Arts Award
- 2022: Nominierung für die Beste Regie (The Drover’s Wife – Die Legende von Molly Johnson)
- 2022: Auszeichnung als Beste Hauptdarstellerin (The Drover’s Wife – Die Legende von Molly Johnson)[5][6]